# چیویتلا دآلیانو
چیویتلا دآلیانو (به ایتالیایی: Civitella d'Agliano) یک کومونه در ایتالیا است که در استان ویتربو واقع شده‌است.

## خصوصیات
چیویتلا دآلیانو ۳۲٫۹ کیلومترمربع مساحت و ۱٬۶۷۹ نفر جمعیت دارد و ۲۶۲ متر بالاتر از سطح دریا واقع شده‌است.